# Rippen (Klavierbauer)

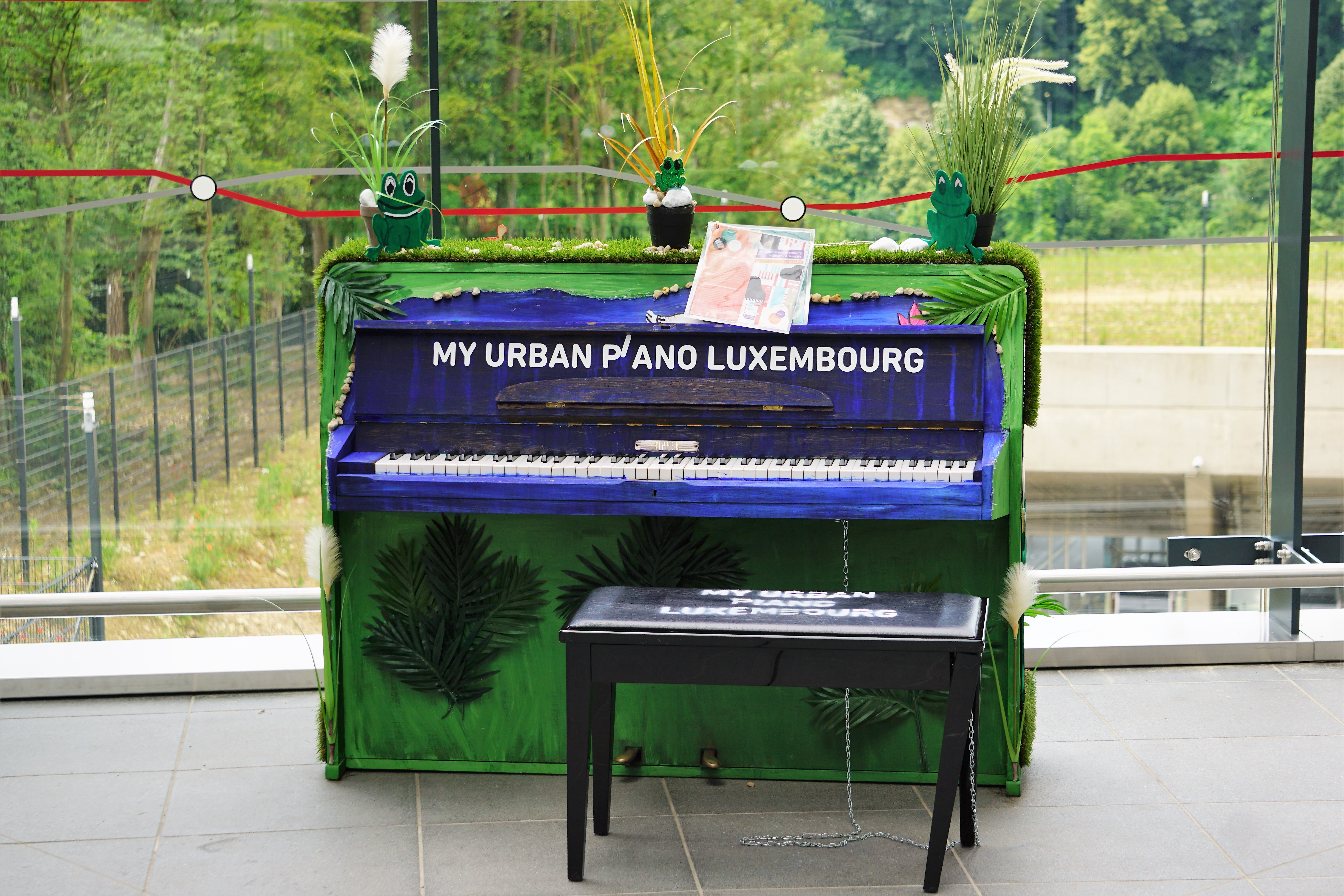
Ein Rippen-Klavier

Rippen war ein Piano-Markenname (1926–2007). Bekannt wurde der Name durch, für damalige Verhältnisse, leicht zu transportierende Tasteninstrumente. Es wurden, neben den klassischen Instrumenten, Aluminium/Kunststoff-Flügel hergestellt (1950er Jahre bis 1972). Als weitere Besonderheit wurden klappbare Tasteninstrumente montiert.
Nach 1958 wurden jährlich etwa 4500 Klaviere und 250 Flügel ausgeliefert.

## Standorte in den verschiedenen Jahren
P. J. Rippen war ein Klavierbauer, der aus den Niederlanden kam. Die Firma wurde 1926 gegründet. Die Klaviere wurden bis 1950 in Den Haag, verteilt über mehrere Standorte, gebaut, danach bis 1991 in Ede (1951: 150 Mitarbeiter) auf dem Reehorsterweg. Das Unternehmen firmierte als „SA Rippen Pianofabriek“. 1985 musste die Firma Konkurs anmelden, wurde vorerst aber mit Hilfe eines amerikanischen Unternehmens gerettet. 1991 erfolgte aber der endgültige Bankrott und der Name wurde weiterverkauft. Von etwa 1991 bis 1998 wurden dann in Sankt Petersburg (Russland) unter diesem Namen Klaviere produziert. Einige Komponenten kamen aus einer Fabrik der chinesischen Stadt Yanthai. 1998 bis 2002 wurden Klaviere und Flügel in den Yantai Long Feng Fabriken gebaut. Von 2004 bis 2007 wurde in den Yantai Perzina Fabriken montiert. In dieser Fabrik wurden auch Komponenten für Perzina-Pianos gebaut.

## Besondere Entwicklungen
Ab etwa 1937 wurden traditionelle Pianos gebaut. 1950 entwarf Johan J. Rippen Flügel aus einer Aluminiumlegierung (Silumin). Eine Besonderheit dieses Instruments ist der Verzicht auf eine klassische Rastenkonstruktion. Das Gehäuse aus Aluminium ist gleichzeitig das tragende Element. Der Resonanzboden ist ans Aluminium geschraubt. Ebenso wird auf den kreuzsaitigen Saitenbezug verzichtet, bei dem die Basssaiten diagonal über den Saiten der Mitte liegen. Stattdessen sind alle Saiten parallel gespannt (gradsaitiger Bezug). Dies verhindert den klanglichen Umbruch zwischen Bass und Mittellage, der bei üblichen Konstruktion auftritt. Der Flügel ist für seine Größe relativ leicht (210 kg) und ist sehr filigran gestaltet.
Nach einem teilweise vergleichbaren Prinzip wurde das Klavier, „Maestro“ gebaut. Es verzichtet auf die Rastenbauweise und hat ebenfalls einen gradsaitigen Bezug. Das Gehäuse wurde aus Einzelteilen an den tragenden Gusseisenrahmen geschraubt und hat eine geschwungene Form ähnlich eines Flügels. 
Eine weitere Neuerung waren Klaviere, deren Spieltisch zu Transportzwecken in den unteren Teil des Gehäuses eingeklappt werden konnte. Diese Modelle wurden bis 1972 gebaut.
Aus der Kombination Kunststoffgehäuse und Aluminiumrahmen ergab sich ein Klavier, das gerade einmal 75 Kilogramm wog.
Eine bedeutende Entwicklung stellt auch der Lindner-Klappflügel dar. Der Entwurf stammte aus dem Jahr 1969 von Rippens Sohn Nico. Die in Shannon/Irland gegründete Firma „Rippen Ltd“. stellte Tasteninstrumente mit Namen „Lindner“ her.
Achtzig Prozent der Produktion gingen in den Export. Deutschland, Frankreich und Schweiz waren die Hauptabnehmer. Eine große Rolle spielten auch die USA.

## Das Ende von Rippen
In den 1970er Jahren begann sich der Markt zu verändern. Die Konkurrenz auf dem Weltmarkt nahm zu. Preiswerte elektronische Modelle erschienen. Die Nachfrage nach einfachen Klavieren nahm ab und neue Produzenten lieferten Klaviere von höchster Qualität. Neben den technischen Problemen in Irland wurden auch die steigenden Kosten in den Niederlanden ein Problem für das Unternehmen. In Ede wurden bis dahin noch fünfzehn kleine Klaviere pro Tag produziert. Aufgrund der enttäuschenden Ergebnisse wurde das Werk in Shannon im Jahre 1972 abgegeben. Die neuen Eigentümer produzierten Lindner-Klaviere unter anderem Namen noch einige Jahre weiter.
Die Lage von Rippen, jetzt unter Leitung von Peter Rippen, wurde immer schwieriger. Im Jahre 1983 wurden dreißig Mitarbeiter entlassen. Das Ministerium für Wirtschaft der Provinz Gelderland unterstützte das Unternehmen mit drei Millionen Gulden. Zwei Jahre später gab es einen unverkauften Lagerbestand von fünfhundert Klavieren und einen Schuldenstand von fast vierzehn Millionen Gulden. Rippen konnte mit der Hilfe eines Kreditgebers für einige Jahre arbeiten, wurde aber dann im Februar 1991 endgültig aufgelöst; die letzten 90 Arbeiter wurden entlassen.

## Seriennummern der Instrumente
- 1950: 9090
- 1960: 49125
- 1970: 113245
- 1980: 167000
- 1988: 203800
- 1998 bis 2003 (Yantai Long Feng Fabriken): Klaviere 20000 bis 53000; Flügel 200000 bis 220000
- 2003 bis 2007 (Yantai Perzina Fabriken): Klaviere 7760000 bis 7785000; Flügel 0290000 bis 0301400